# André Charigny
André Auguste Charigny est un peintre français, né le 27 octobre 1902 à Paris et mort à Besançon le 26 janvier 2000.

## Biographie
Dès l'école, le jeune André, fils de marchands de couleurs, est passionné par le dessin. Résidant alors dans le 17e arrondissement rue Balagny, rue Guy-Môquet depuis 1945, il cultive ce talent à l'école municipale d’arts appliqués de garçons Bernard Palissy avec pour professeur Alexandre Lavalley (1862-1927), prix de Rome 1891 de peinture. En juin 1916, il obtient un premier prix de dessin à vue lors des concours généraux de dessin des écoles de la ville de Paris. Dès 1916, pour raisons de santé, l'adolescent passe plusieurs années en Normandie, dans l'Eure, où il découvre l'émerveillement de la nature.
En 1920, il est admis à l'École nationale supérieure des beaux-arts de Paris. Charigny installe son atelier au 144 avenue Émile-Zola, dans le 15earrondissement et demeure cinq ans à l'école de la rue Malaquais. En 1924, son aîné le peintre Robert Fernier (1895-1977), fondateur du musée Courbet à Ornans, l'invite et lui fait découvrir son Jura, celui peint par leur prédécesseur Gustave Courbet. À Pontarlier où il expose la même année, Charigny rencontre le peintre comtois d'adoption André Roz (1887-1946) avec qui il participera à la fondation du salon des Annonciades à Pontarlier en 1927, salon auquel il restera fidèle toute sa vie. 
Charigny expose également au salon des artistes français où il reçoit une mention honorable en 1927 et une médaille de bronze l'année suivante, obtenant le prix Leclerc-Maria-Bouland en 1928, la médaille d’argent en 1930 et la médaille d’or en 1931. Il y obtient aussi le prix Rosa Bonheur. En 1932, il obtient le prix Eugène-Thirion. Au salon de 1934, trois bourses de voyage sont décernées à trois peintres : Lucien Fontanarosa, Paul Girol et Charigny pour une Scène de marché.  Au salon de 1940, Charigny obtient le prix Paul Chabas. En 1947, il devient membre du jury de ce salon national, un an après son admirateur Pierre Jouffroy, peintre alors établi à Montbéliard.  
En 1945, il épouse Antoinette Maître et, quatre ans plus tard, le couple s'établit définitivement rue Mégevand à Besançon. 
Chaque été, son fidèle ami Pierre Bichet (1922-2008), peintre de la neige et opérateur du volcanologue Haroun Tazieff, l'invite à partager son atelier jurassien, route des granges à Pontarlier. En 1945, étudiant aux Beaux-Arts de Paris, Bichet avait emménagé dans l'ancien atelier parisien de Charigny. 
Après le décès de son épouse en 1977, André Charigny restera fidèle à son adresse de Besançon. En juillet-août 1982, le salon des Annonciades consacre une importante rétrospective des œuvres de Charigny, à l'occasion de ses 80 ans. De juin à octobre 1989, le jeune Musée de Pontarlier, fondé en 1982, expose Charigny qui fait partie des collections permanentes aux côtés de Courbet, Fernier, Roz, Bichet.
Celui qui a peint avec succès scènes de vie, paysages et natures mortes meurt en l'an 2000, âgé de 98 ans.
Du 28 septembre au 17 novembre 2002, à l'occasion du centenaire de la naissance du peintre, une vaste rétrospective est organisée à la Chapelle des Annonciades de Pontarlier.
En août-septembre 2010, le Château de Belvoir présente une rétrospective André Charigny intitulée Exquises esquisses.

## Prix
Charigny a reçu le prix Rosa Bonheur, prix annuel créé en 1900 par Anna Klumpke à la Société des Artistes Français.

## Œuvres
Gray (Haute-Saône), musée Baron-Martin : 
- Coloquintes, huile sur carton, 22 x 16 cm,
- Paris, huile sur bois, 33 x 24 cm,
- Le Peintre Émile Wegelin au travail aux Enchants, 1938 huile sur carton, 26,8 x 21,8 cm.